# Copa do Mundo FIFA Sub-20 de 1997
O Mundial Sub-20 de Futebol de 1997 foi disputado na Malásia entre 16 de Junho e 5 de Julho de 1997. Esta foi a 11ª edição da competição.

## Estádios e cidades
| Cidade      | Estádio                      | Capacidade |
| ----------- | ---------------------------- | ---------- |
| Shah Alam   | Shah Alam Stadium            | 81,000     |
| Kuching     | Sarawak Stadium              | 40,000     |
| Alor Setar  | Darul Aman Stadium           | 32,387     |
| Kuantan     | Darulmakmur Stadium          | 40,000     |
| Kangar      | Utama Stadium                | 30,000     |
| Johor Bahru | Tan Sri Hassan Yunus Stadium | 30,000     |

## Seleções qualificadas
As 24 seleções a seguir se classificaram para o Mundial Sub-20 de 1997. A Malásia classificou-se por ser o país-sede.
| Confederação                                   | Torneio de qualificação                 | Qualificados                                      |
| ---------------------------------------------- | --------------------------------------- | ------------------------------------------------- |
| AFC (Asia)                                     | Campeonato Asiático Sub-20 de 1996      | China Japão Coreia do Sul Emirados Árabes Unidos  |
| CAF (Africa)                                   | Campeonato Africano Sub-20 de 1997      | Camarões Gana Marrocos África do Sul              |
| CONCACAF (Américas do Norte, Central e Caribe) | Campeonato Sub-20 da CONCACAF de 1996   | Canadá Costa Rica México Estados Unidos           |
| CONMEBOL (América do Sul)                      | Campeonato Sul-Americano Sub-20 de 1997 | Argentina Brasil Paraguai Uruguai                 |
| OFC (Oceania)                                  | Campeonato Sub-20 da OFC de 1997        | Austrália                                         |
| UEFA (Europa)                                  | Campeonato Europeu Sub-18 de 1996       | Bélgica Inglaterra França Hungria Irlanda Espanha |
| País Anfitrião                                 | País Anfitrião                          | Malásia                                           |

## Árbitros
Esta é a lista de árbitros e assistentes que atuaram na Copa do Mundo Sub-20 de 1997:
| Árbitros                                                  | Assistentes |
| AFC                                                       | AFC |
| --------------------------------------------------------- | --- |
| KOR Kim Young Joo MAS Nik Ahmad Haji KUW Yaakub Saad Mane | SYR Tawfiq Karram IND Sankar Komaleeswaran IDN Sofa Sumarsono Soemaryo MAS Halim Abdul Hamid SIN Ganesan Miniam BRU Penigiran Haji Taj THA Prachya Permpanich SRI Nimal Wickeramatunge IRN Masoud Enayat PHI Claro Palomo MDV Mohamed Saeed |
| CAF                                                       | |
| MAR Abderrahim El Arjoun SEN Falla Ndoye                  | ALG Miloud Harraz MRI Purmanund Rughooputh RSA Achmat Salie |

| Árbitros | Assistentes                                                        |
| OFC | OFC                                                                |
| --- | ------------------------------------------------------------------ |
| FIJ Intaz Shah | AUS John Rexford Bowdler                                           |
| CONCACAF |                                                                    |
| JAM Peter Prendergast MEX León Padro Borja                                                                        | CRC José Barrantes Vega SLV Vladimir Fernandéz TRI Merere González |
| CONMEBOL |                                                                    |
| PAR Ubaldo Aquino                                                                                                 | ARG Claudio Rossi                                                  |
| COL Óscar Ruiz | BRA Arnaldo Pinto                                                  |
| URY José Luiz da Rosa                                                                                             | CHI Jorge Díaz Galvéz                                              |
| UEFA |                                                                    |
| FRA Gilles Veissiere GER Georg Dardenne BEL Amand Ancion SWE Karl-Erik Nilsson BEL Amand Ancion HUN Sándor Piller | CZE Evzen Amler ENG Mark Warren ROU Nicolae Grigorescu             |

## Fase de Grupos

### Grupo A
| Selecção | Pts | J | V | E | D | GM | GS | +/- |
| -------- | --- | - | - | - | - | -- | -- | --- |
| Uruguai  | 7   | 3 | 2 | 1 | 0 | 6  | 1  | +5  |
| Marrocos | 5   | 3 | 1 | 2 | 0 | 4  | 2  | +2  |
| Bélgica  | 4   | 3 | 1 | 1 | 1 | 4  | 4  | 0   |
| Malásia  | 0   | 3 | 0 | 0 | 3 | 2  | 9  | −7  |

| 16 de junho | Malásia          | 1–3    | Marrocos                                    | Estádio Shah Alam, Kuala Lumpur               |
| 21:00       | Safri 10' (g.c.) | Resumo | Sektioui 14' · Khamma 33' · El Barodi 90+3' | Público: 25 000 Árbitro: FRA Gilles Veissière |

| 17 de junho | Uruguai                       | 3–0       | Bélgica | Estádio Shah Alam, Kuala Lumpur           |
| 20:00       | Podesta 41' · Coelho 56', 79' | Relatório |         | Público: 2 000 Árbitro: KOR Kim Young-Joo |

| 19 de Junho de 1997 17:30 | Malásia         | 1–3       | Uruguai                                 | Shah Alam Stadium, Kuala Lumpur           |
|                           | Nik Leh Nik 11' | Relatório | Zalayeta 24' Haled 39' (p.b.) López 77' | Público: 10,000 Árbitro: Gilles Veissière |

| 19 de Junho de 1997 20:00 | Marrocos    | 1–1       | Bélgica             | Shah Alam Stadium, Kuala Lumpur       |
|                           | Termina 79' | Relatório | Van Handenhoven 60' | Público: 8,000 Árbitro: Ubaldo Aquino |

| 22 de Junho de 1997 17:30 | Malásia | 0–3       | Bélgica                              | Shah Alam Stadium, Kuala Lumpur        |
|                           |         | Relatório | Van Handenhoven 10', 30' Remacle 83' | Público: 25,000 Árbitro: Ubaldo Aquino |

| 22 de Junho de 1997 20:00 | Marrocos | 0–0       | Uruguai | Shah Alam Stadium, Kuala Lumpur        |
|                           |          | Relatório |         | Público: 25,000 Árbitro: Kim Young-Joo |

### Grupo B
| Selecção      | Pts | J | V | E | D | GM | GS | +/- |
| ------------- | --- | - | - | - | - | -- | -- | --- |
| Brasil        | 9   | 3 | 3 | 0 | 0 | 15 | 3  | +12 |
| França        | 6   | 3 | 2 | 0 | 1 | 8  | 7  | +1  |
| África do Sul | 1   | 3 | 0 | 1 | 2 | 2  | 6  | −4  |
| Coreia do Sul | 1   | 3 | 0 | 1 | 2 | 5  | 14 | −9  |

| 17 de Junho de 1997 16:30 | Coreia do Sul | 0–0       | África do Sul | Sarawak Stadium, Kuching                |
|                           |               | Relatório |               | Público: 20,000 Árbitro: Georg Dardenne |

| 17 de Junho de 1997 20:45 | França | 0–3       | Brasil                                    | Sarawak Stadium, Kuching                       |
|                           |        | Relatório | Alex 5' Adaílton 61' Silvestre 90' (p.b.) | Público: 40,000 Árbitro: Nik Ahmad Haji Yaakub |

| 19 de Junho de 1997 16:30 | Coreia do Sul                | 2–4       | França                          | Sarawak Stadium, Kuching                  |
|                           | Park Jin-Sub 54', 68' (g.p.) | Relatório | Henry 1', 10' Trézéguet 2', 52' | Público: 3,246 Árbitro: Peter Prendergast |

| 19 de Junho de 1997 19:15 | África do Sul | 0–2       | Brasil            | Sarawak Stadium, Kuching               |
|                           |               | Relatório | Adaílton 53', 57' | Público: 7,939 Árbitro: Georg Dardenne |

| 22 de Junho de 1997 16:30 | Coreia do Sul                                         | 3–10      | Brasil                                                                                   | Sarawak Stadium, Kuching                      |
|                           | Lee Kwan-Woo 56' Chung Seok-Keun 73' Lee Jung-Min 89' | Relatório | Fernandão 19', 42' Adaílton 30', 32' (g.p.), 35' (g.p.), 39', 63', 69' Zé Elias 68', 82' | Público: 9,576 Árbitro: Nik Ahmad Haji Yaakub |

| 22 de Junho de 1997 19:15 | África do Sul    | 2–4       | França                                  | Sarawak Stadium, Kuching                  |
|                           | Hartley 42', 90' | Relatório | Trézéguet 22', 61' Henry 83' Luccin 89' | Público: 9,757 Árbitro: Peter Prendergast |

### Grupo C
| Selecção       | Pts | J | V | E | D | GM | GS | +/- |
| -------------- | --- | - | - | - | - | -- | -- | --- |
| Gana           | 7   | 3 | 2 | 1 | 0 | 4  | 2  | +2  |
| Irlanda        | 4   | 3 | 1 | 1 | 1 | 4  | 4  | 0   |
| Estados Unidos | 3   | 3 | 1 | 0 | 2 | 2  | 3  | −1  |
| China          | 2   | 3 | 0 | 2 | 1 | 2  | 3  | −1  |

| 17 de Junho de 1997 17:30 | Gana                  | 2–1       | Irlanda    | Darul Aman Stadium, Alor Setar     |
|                           | Gambo 27' Mouktar 66' | Relatório | Molloy 51' | Público: 5,100 Árbitro: Oscar Ruiz |

| 17 de Junho de 1997 20:00 | China | 0–1       | Estados Unidos | Darul Aman Stadium, Alor Setar       |
|                           |       | Relatório | West 90'       | Público: 9,769 Árbitro: Amand Ancion |

| 19 de Junho de 1997 17:30 | Gana       | 1–1       | China        | Darul Aman Stadium, Alor Setar Attendance: 5,000 Referee: León Padro Borja |
|                           | Appiah 74' | Relatório | Li Jinyu 43' |                                                                            |

| 19 de Junho de 1997 20:00 | Irlanda                        | 2–1       | Estados Unidos    | Darul Aman Stadium, Alor Setar     |
|                           | Cummins 6' Corrales 25' (p.b.) | Relatório | Flores 39' (g.p.) | Público: 5,000 Árbitro: Oscar Ruiz |

| 22 de Junho de 1997 17:30 | Gana            | 1–0       | Estados Unidos | Darul Aman Stadium, Alor Setar    |
|                           | Ofori-Quaye 32' | Relatório |                | Público: 8,000 Árbitro: Saad Mane |

| 22 de Junho de 1997 20:00 | Irlanda     | 1–1       | China         | Darul Aman Stadium, Alor Setar                   |
|                           | Cummins 21' | Relatório | Wang Peng 11' | Público: 9,000 Árbitro: José Luis da Rosa Varela |

### Grupo D
| Selecção   | Pts | J | V | E | D | GM | GS | +/- |
| ---------- | --- | - | - | - | - | -- | -- | --- |
| Espanha    | 9   | 3 | 3 | 0 | 0 | 8  | 2  | +6  |
| Japão      | 4   | 3 | 1 | 1 | 1 | 10 | 7  | +3  |
| Paraguai   | 2   | 3 | 0 | 2 | 1 | 5  | 6  | −1  |
| Costa Rica | 1   | 3 | 0 | 1 | 2 | 3  | 11 | −8  |

| 18 de Junho de 1997 17:30 | Japão                 | 1–2       | Espanha                | Darulmakmur Stadium, Kuantan                     |
|                           | Yanagisawa 65' (g.p.) | Relatório | Farinós 23' Angulo 56' | Público: 5,000 Árbitro: José Luis da Rosa Varela |

| 18 de Junho de 1997 20:00 | Costa Rica | 1–1       | Paraguai  | Darulmakmur Stadium, Kuantan      |
|                           | Bryce 45'  | Relatório | Román 59' | Público: 5,000 Árbitro: Saad Mane |

| 20 de Junho de 1997 17:30 | Japão                                                  | 6–2       | Costa Rica            | Darulmakmur Stadium, Kuantan                     |
|                           | Oono 3', 22' Nakamura 7' Jojo 78' Fukuda 93' Nagai 95' | Relatório | Ledezma 28' Solís 59' | Público: 9,000 Árbitro: José Luis da Rosa Varela |

| 20 de Junho de 1997 20:00 | Espanha       | 2–1       | Paraguai     | Darulmakmur Stadium, Kuantan      |
|                           | Deus 30', 78' | Relatório | Morinigo 65' | Público: 9,000 Árbitro: Saad Mane |

| 23 de Junho de 1997 17:30 | Japão                                | 3–3       | Paraguai                             | Darulmakmur Stadium, Kuantan                 |
|                           | Jojo 31' Hiroyama 45' Yanagisawa 62' | Relatório | Cáceres 17' Da Silva 38' Samudio 67' | Público: 5,000 Árbitro: Abderrahim El Arjoun |

| 23 de Junho de 1997 20:00 | Espanha                                             | 4–0       | Costa Rica | Darulmakmur Stadium, Kuantan Attendance: 5,000 |
|                           | Rivera 3' Albelda 23' Farinós 24' (g.p.) Ribera 78' | Relatório |            | Árbitro: Karl-Erik Nilsson                     |

### Grupo E
| Selecção  | Pts | J | V | E | D | GM | GS | +/- |
| --------- | --- | - | - | - | - | -- | -- | --- |
| Austrália | 7   | 3 | 2 | 1 | 0 | 5  | 3  | +2  |
| Argentina | 6   | 3 | 2 | 0 | 1 | 8  | 5  | +3  |
| Canadá    | 4   | 3 | 1 | 1 | 1 | 3  | 3  | 0   |
| Hungria   | 0   | 3 | 0 | 0 | 3 | 1  | 6  | −5  |

| 18 de Junho de 1997 17:30 | Hungria | 0–3       | Argentina                         | Utama Stadium,Kangar                          |
|                           |         | Relatório | Romeo 9' Scaloni 42' Riquelme 50' | Público: 13,000 Árbitro: Abderrahim El Arjoun |

| 18 de Junho de 1997 20:00 | Austrália | 0–0       | Canadá | Utama Stadium, Kangar                      |
|                           |           | Relatório |        | Público: 13,000 Árbitro: Karl-Erik Nilsson |

| 20 de Junho de 1997 17:30 | Hungria | 0–1       | Austrália   | Utama Stadium, Kangar                        |
|                           |         | Relatório | Allsopp 90' | Público: 6,000 Árbitro: Abderrahim El Arjoun |

| 20 de Junho de 1997 20:00 | Argentina              | 2–1       | Canadá          | Utama Stadium, Kangar                      |
|                           | Romeo 32' Riquelme 65' | Relatório | Bent 43' (g.p.) | Público: 12,000 Árbitro: Karl-Erik Nilsson |

| 23 de Junho de 1997 17:30 | Hungria         | 1–2       | Canadá                   | Utama Stadium, Kangar                    |
|                           | Szili 3' (g.p.) | Relatório | De Rosario 6' Kindel 64' | Público: 4,000 Árbitro: León Padro Borja |

| 23 de Junho de 1997 20:00 | Argentina                                 | 3–4       | Austrália                             | Utama Stadium, Kangar                |
|                           | Romeo 9' Placente 70' Riquelme 88' (g.p.) | Relatório | Salapasidis 39', 40', 55', 90' (g.p.) | Público: 8,000 Árbitro: Amand Ancion |

### Grupo F
| Selecção               | Pts | J | V | E | D | GM | GS | +/- |
| ---------------------- | --- | - | - | - | - | -- | -- | --- |
| Inglaterra             | 9   | 3 | 3 | 0 | 0 | 8  | 1  | +7  |
| México                 | 4   | 3 | 1 | 1 | 1 | 6  | 2  | +4  |
| Emirados Árabes Unidos | 3   | 3 | 1 | 0 | 2 | 2  | 10 | −8  |
| Costa do Marfim        | 1   | 3 | 0 | 1 | 2 | 2  | 5  | −3  |

| 18 de Junho de 1997 17:30 | México                                                          | 5–0       | Emirados Árabes Unidos | Larkin Stadium, Johor Bahru            |
|                           | Lillingston 26', 56' (g.p.) Carino 40' Torres 60' Santacruz 70' | Relatório |                        | Público: 14,000 Árbitro: Sándor Piller |

| 18 de Junho de 1997 20:00 | Costa do Marfim | 1–2       | Inglaterra                  | Larkin Stadium, Johor Bahru         |
|                           | Cisse 22'       | Relatório | Owen 6' (g.p.) Shepherd 69' | Público: 14,000 Árbitro: Intaz Shah |

| 20 de Junho de 1997 17:30 | México          | 1–1       | Costa do Marfim | Larkin Stadium, Johor Bahru        |
|                           | Lillingston 44' | Relatório | Dié 33'         | Público: 9,000 Árbitro: Intaz Shah |

| 20 de Junho de 1997 20:00 | Emirados Árabes Unidos | 0–5       | Inglaterra                                             | Larkin Stadium, Johor Bahru           |
|                           |                        | Relatório | Murphy 7', 35', 50' (g.p.) Owen 52' Abdulla 60' (p.b.) | Público: 12,000 Árbitro: Falla N'Doye |

| 23 de Junho de 1997 17:30 | México | 0–1       | Inglaterra | Larkin Stadium, Johor Bahru          |
|                           |        | Relatório | Owen 65'   | Público: 9,000 Árbitro: Falla N'Doye |

| 23 de Junho de 1997 20:00 | Emirados Árabes Unidos | 2–0       | Costa do Marfim | Larkin Stadium, Johor Bahru           |
|                           | Ali 52' Kazim 85'      | Relatório |                 | Público: 9,000 Árbitro: Sándor Piller |

### Melhores terceiro-classificados
| Selecção               | Pts | J | V | E | D | GM | GS | +/- |
| ---------------------- | --- | - | - | - | - | -- | -- | --- |
| Bélgica                | 4   | 3 | 1 | 1 | 1 | 4  | 4  | 0   |
| Canadá                 | 4   | 3 | 1 | 1 | 1 | 3  | 3  | 0   |
| Estados Unidos         | 3   | 3 | 1 | 0 | 2 | 2  | 3  | −1  |
| Emirados Árabes Unidos | 3   | 3 | 1 | 0 | 2 | 2  | 10 | −8  |
| Paraguai               | 2   | 3 | 0 | 2 | 1 | 5  | 6  | −1  |
| África do Sul          | 1   | 3 | 0 | 1 | 2 | 2  | 6  | −4  |

## Fases finais
|  | Oitavas de final           | Oitavas de final           |                            |      | Quartas de final | Quartas de final |                           |                           | Semifinais | Semifinais |  |  | Final | Final |
|  |                            |                            |                            |      |                  |                  |                           |                           |            |            |  |  |       |       |
|  | 25 de Junho - Kuala Lumpur |                            |                            |      |                  |                  |                           |                           |            |            |  |  |       |       |
|  |                            |                            |                            |      |                  |                  |                           |                           |            |            |  |  |       |       |
|  | Uruguai                    | 3                          |                            |      |                  |                  |                           |                           |            |            |  |  |       |       |
|  | Uruguai                    | 3                          | 29 de Junho - Kuala Lumpur |      |                  |                  |                           |                           |            |            |  |  |       |       |
|  | Estados Unidos             | 0                          |                            |      |                  |                  |                           |                           |            |            |  |  |       |       |
|  | Estados Unidos             | 0                          | Uruguai (g.p.)             | 1(7) |                  |                  |                           |                           |            |            |  |  |       |       |
|  | 25 de Junho - Kuching      |                            | Uruguai (g.p.)             | 1(7) |                  |                  |                           |                           |            |            |  |  |       |       |
|  |                            | França                     | 1(6)                       |      |                  |                  |                           |                           |            |            |  |  |       |       |
|  | México                     | França                     | 1(6)                       | 0    |                  |                  |                           |                           |            |            |  |  |       |       |
|  | México                     |                            | 2 de Julho - Kuala Lumpur  | 0    |                  |                  |                           |                           |            |            |  |  |       |       |
|  | França                     | 1                          |                            |      |                  |                  |                           |                           |            |            |  |  |       |       |
|  | França                     | 1                          | Uruguai (a.p.)             | 3    |                  |                  |                           |                           |            |            |  |  |       |       |
|  | 26 de Junho - Kangar       |                            | Uruguai (a.p.)             | 3    |                  |                  |                           |                           |            |            |  |  |       |       |
|  |                            | Gana                       | 2                          |      |                  |                  |                           |                           |            |            |  |  |       |       |
|  | Austrália                  | Gana                       | 2                          | 0    |                  |                  |                           |                           |            |            |  |  |       |       |
|  | Austrália                  | 29 de Junho - Johor Bahru  |                            | 0    |                  |                  |                           |                           |            |            |  |  |       |       |
|  | Japão                      | 1                          |                            |      |                  |                  |                           |                           |            |            |  |  |       |       |
|  | Japão                      | 1                          | Japão                      | 1    |                  |                  |                           |                           |            |            |  |  |       |       |
|  | 26 de Junho - Alor Setar   |                            | Japão                      | 1    |                  |                  |                           |                           |            |            |  |  |       |       |
|  |                            | Gana (a.p.)                | 2                          |      |                  |                  |                           |                           |            |            |  |  |       |       |
|  | Gana                       | Gana (a.p.)                | 2                          | 3    |                  |                  |                           |                           |            |            |  |  |       |       |
|  | Gana                       |                            | 5 de Julho - Kuala Lumpur  | 3    |                  |                  |                           |                           |            |            |  |  |       |       |
|  | Emirados Árabes Unidos     | 0                          |                            |      |                  |                  |                           |                           |            |            |  |  |       |       |
|  | Emirados Árabes Unidos     | 0                          | Uruguai                    | 1    |                  |                  |                           |                           |            |            |  |  |       |       |
|  | 26 de Junho - Kuantan      |                            | Uruguai                    | 1    |                  |                  |                           |                           |            |            |  |  |       |       |
|  |                            | Argentina                  | 2                          |      |                  |                  |                           |                           |            |            |  |  |       |       |
|  | Espanha                    | Argentina                  | 2                          | 2    |                  |                  |                           |                           |            |            |  |  |       |       |
|  | Espanha                    | 29 de Junho - Kuala Lumpur |                            | 2    |                  |                  |                           |                           |            |            |  |  |       |       |
|  | Canadá                     | 0                          |                            |      |                  |                  |                           |                           |            |            |  |  |       |       |
|  | Canadá                     | 0                          | Espanha                    | 0    |                  |                  |                           |                           |            |            |  |  |       |       |
|  | 25 de Junho - Kuala Lumpur |                            | Espanha                    | 0    |                  |                  |                           |                           |            |            |  |  |       |       |
|  |                            | Irlanda                    | 1                          |      |                  |                  |                           |                           |            |            |  |  |       |       |
|  | Irlanda (a.p.)             | Irlanda                    | 1                          | 2    |                  |                  |                           |                           |            |            |  |  |       |       |
|  | Irlanda (a.p.)             |                            | 2 de Julho - Kuching       | 2    |                  |                  |                           |                           |            |            |  |  |       |       |
|  | Marrocos                   | 1                          |                            |      |                  |                  |                           |                           |            |            |  |  |       |       |
|  | Marrocos                   | 1                          | Irlanda                    | 0    |                  |                  |                           |                           |            |            |  |  |       |       |
|  | 26 de Junho - Johor Bahru  |                            | Irlanda                    | 0    |                  |                  |                           |                           |            |            |  |  |       |       |
|  |                            | Argentina                  | 1                          |      | Terceiro lugar   | Terceiro lugar   |                           |                           |            |            |  |  |       |       |
|  | Inglaterra                 | Argentina                  | 1                          | 1    | Terceiro lugar   | Terceiro lugar   |                           |                           |            |            |  |  |       |       |
|  | Inglaterra                 | 29 de Junho - Kuching      | 29 de Junho - Kuching      | 1    |                  |                  | 5 de Julho - Kuala Lumpur | 5 de Julho - Kuala Lumpur |            |            |  |  |       |       |
|  | Argentina                  | 29 de Junho - Kuching      | 29 de Junho - Kuching      | 2    |                  |                  | 5 de Julho - Kuala Lumpur | 5 de Julho - Kuala Lumpur |            |            |  |  |       |       |
|  | Argentina                  | Argentina                  | 2                          | 2    | Gana             | 1                |                           |                           |            |            |  |  |       |       |
|  | 25 de Junho - Kuching      | Argentina                  | 2                          |      | Gana             | 1                |                           |                           |            |            |  |  |       |       |
|  |                            | Brasil                     | 0                          |      | Irlanda          | 2                |                           |                           |            |            |  |  |       |       |
|  | Brasil                     | Brasil                     | 0                          | 10   | Irlanda          | 2                |                           |                           |            |            |  |  |       |       |
|  | Brasil                     |                            |                            | 10   |                  |                  |                           |                           |            |            |  |  |       |       |
|  | Bélgica                    | 0                          |                            |      |                  |                  |                           |                           |            |            |  |  |       |       |
|  | Bélgica                    | 0                          |                            |      |                  |                  |                           |                           |            |            |  |  |       |       |

### Oitavos-finais
| 25 de Junho de 1997 16:15 | Brasil                                                                             | 10–0      | Bélgica | Sarawak Stadium, Kuching          |
|                           | Álvaro 3', 13' Éder 32' Alex 41', 48', 85' Roni 67', 78' Adaílton 82' Zé Elias 87' | Relatório |         | Público: 8,267 Árbitro: Saad Mane |

| 25 de Junho de 1997 17:30 | Uruguai                       | 3–0       | Estados Unidos | Shah Alam Stadium, Kuala Lumpur        |
|                           | Zalayeta 24', 34' Olivera 41' | Relatório |                | Público: 2,500 Árbitro: Georg Dardenne |

| 25 de Junho de 1997 19:15 | México | 0–1       | França     | Sarawak Stadium, Kuching               |
|                           |        | Relatório | Luccin 90' | Público: 10,101 Árbitro: Ubaldo Aquino |

| 25 de Junho de 1997 20:30 | Irlanda           | 2–1 (a.p.) | Marrocos         | Shah Alam Stadium, Kuala Lumpur           |
|                           | Fenn 35' Duff 97' | Relatório  | Inman 43' (p.b.) | Público: 3,000 Árbitro: Peter Prendergast |

| 26 de Junho de 1997 16:30 | Austrália | 0–1       | Japão          | Utama Stadium, Kangar                    |
|                           |           | Relatório | Yanagisawa 44' | Público: 8,000 Árbitro: León Padro Borja |

| 26 de Junho de 1997 17:15 | Inglaterra    | 1–2       | Argentina                     | Larkin Stadium, Johor Bahru            |
|                           | Carragher 49' | Relatório | Riquelme 10' (g.p.) Aimar 26' | Público: 17,000 Árbitro: Sándor Piller |

| 26 de Junho de 1997 19:40 | Gana                          | 3–0       | Emirados Árabes Unidos | Darul Aman Stadium, Alor Setar        |
|                           | Ackon 32' Sule 79' Issaka 88' | Relatório |                        | Público: 17,000 Árbitro: Amand Ancion |

| 26 de Junho de 1997 19:40 | Espanha             | 2–0       | Canadá | Darulmakmur Stadium, Kuantan                  |
|                           | Deus 77' Rivera 90' | Relatório |        | Público: 10,000 Árbitro: Abderrahim El Arjoun |

### Quartos-finais
| 29 de Junho de 1997 17:00 | Uruguai     | 1–1 (a.p.) (7–6 g.p.) | França        | Shah Alam Stadium, Kuala Lumpur      |
|                           | Olivera 68' | Relatório             | Trézéguet 27' | Público: 9,000 Árbitro: Falla N'Doye |

| 29 de Junho de 1997 17:00 | Argentina                  | 2–0       | Brasil | Sarawak Stadium, Kuching                  |
|                           | Scaloni 79' Perezlindo 90' | Relatório |        | Público: 34,896 Árbitro: Gilles Veissière |

| 29 de Junho de 1997 20:00 | Espanha | 0–1       | Irlanda           | Shah Alam Stadium, Kuala Lumpur          |
|                           |         | Relatório | Molloy 52' (g.p.) | Público: 9,000 Referee: León Padro Borja |

| 29 de Junho de 1997 20:00 | Japão          | 1–2 (a.p.) | Gana                     | Larkin Stadium, Johor Bahru            |
|                           | Yanagisawa 80' | Relatório  | Ansah 9' Ofori-Quaye 97' | Público: 18,700 Árbitro: Ubaldo Aquino |

### Semi-finais
| 2 de Julho de 1997 16:30 | Irlanda | 0–1       | Argentina | Sarawak Stadium, Kuching               |
|                          |         | Relatório | Romeo 55' | Público: 14,976 Árbitro: Kim Young-Joo |

| 2 de Julho de 1997 20:30 | Uruguai                            | 3–2 (a.p.) | Gana                         | Shah Alam Stadium, Kuala Lumpur            |
|                          | Zalayeta 13' Coelho 45' Perea 105' | Relatório  | Lawson 45' Melono 78' (p.b.) | Público: 15,000 Árbitro: Karl-Erik Nilsson |

### Terceiro lugar
| 5 de Julho de 1997 17:30 | Gana    | 1–2       | Irlanda           | Shah Alam Stadium, Kuala Lumpur            |
|                          | Sule 5' | Relatório | Baker 2' Duff 33' | Público: 28,000 Árbitro: Peter Prendergast |

### Final
| 5 de Julho de 1997 20:30 | Uruguai    | 1–2       | Argentina                  | Shah Alam Stadium, Kuala Lumpur    |
|                          | García 15' | Relatório | Cambiasso 26' Quintana 43' | Público: 62,000 Árbitro: Saad Mane |

## Premiação
| Copa do Mundo FIFA Sub-20 de 1997 |
| Argentina                         |
| --------------------------------- |
| ARGENTINA(3º título)              |

| Chuteira de Ouro      | Chuteira de Prata    | Chuteira de Bronze |
| --------------------- | -------------------- | ------------------ |
| BRA Adaílton          | FRA David Trezeguet  | BRA Alex           |
| Bola de Ouro          | Bola de Prata        | Bola de Bronze     |
| URU Nicolás Olivera   | URU Marcelo Zalayeta | ARG Pablo Aimar    |
| Troféu FIFA Fair Play |                      |                    |
| Argentina             |                      |                    |